# Leo Gregory
Leonard Gregory, lepiej znany jako Leo Gregory (ur. 22 listopada 1978) – brytyjski aktor filmowy i telewizyjny.
Pojawił się w wielu produkcjach, jednak największą sławę przyniosła mu rola Bovvera w filmie Hooligans.

## Wybrana filmografia

### Filmy fabularne
- 1996: Samson i Dalila (Samsone e Dalila, TV) jako młody Jehiel
- 2001: When I Was 12(TV) jako Paul
- 2001: Fallen Dreams jako Rob
- 2002: Menace (TV) jako Dennis Naylor
- 2002: Poza kontrolą (Out of Control, TV) jako Sam
- 2002: Menace (TV) jako Dennis Naylor
- 2003: Krwawa jazda (Octane) jako Joyrider
- 2004: Suzie Gold jako Darren
- 2005: Stoned (2005) jako Brian Jones
- 2005: Hooligans (Green Street) jako Bovver
- 2006: Cracker (TV) jako Wallet Thief
- 2006: Istota doskonała (Perfect Creature) jako Brat Edgar
- 2006: Tristan i Izolda (Tristan + Isolde) jako Simon
- 2007: Pogłos (2007)
- 2007: Znamię Kaina (The Mark of Cain) jako Lance Corporal Quealey
- 2008: Cass (2008) jako Freeman
- 2008: Ryzykowny skok (Daylight Robbery ) jako Matty
- 2008: Act of Grace jako Dezzie
- 2009: Gol 3 (Goal III: Taking on the World) jako Charlie Braithwaite
- 2009: Bali Brothers jako Eddie
- 2009: Men Don't Lie jako Brett
- 2009: The Big I Am jako Skinner
- 2011: Nothing
- 2012: Milczący świadek (Silent Witness) jako Daniel Kessler

### Seriale TV
- 1992: Klejnoty (Jewels) jako Julian (w wieku 15 lat)
- 1992: The Upper Hand jako Henry (odcinek 1)
- 1997: McCallum jako Paul (odcinek 1)
- 2000: Nature Boy jako Szatniarz wesołego miasteczka
- 2000: Aberdeen jako młody mężczyzna
- 2001: As If jako Toby Jarvis (1 odcinek)
- 2002: The Jury jako Ally Maher
- 2002: EastEnders jako Mikey (odcinek 1)